# Mercedes Sosa
Haydée Mercedes Sosa, s nadimkom La Negra (Crna), (Tucumán, 9. srpnja 1935. — Buenos Aires, 4. listopada 2009.), bila je argentinska pjevačica narodne glazbe. 
Posvetila se tradicionalnim i novijim političkim pjesmama koje su skladali ili napisali Víctor Jara, Julio Numhauser, Pablo Neruda, Violeta Parra i Atahualpa Yupanqui. U njen opus se ubraja borba protiv rata i diktature kao i borba za prava indijanaca i seljaka.
Mercedes Sosin prvi album, La voz de la zafra, objavljen je 1962. a tri godine kasnije postala je poznata diljem Argentine poslije sudjelovanja na nacionalnom festivalu folklora u Cosquínu. Koncerte diljem cijelog svijeta daje već 1967., između ostalog i u Miamiju, Rimu, Warszawi, Leningradu i Lisabonu.
Poslije vojnog preuzimanja vlasti ostaje u Argentini no nastavlja simpatizirati lijevu opoziciju. Njen album je zabranjen 1979. i bila je uhićena tijekom jednog koncerta kao i svi ostali koji su došli na koncert. Uspjela je pobjeći preko Pariza u Madrid gdje ostaje do 1983. Poslije vojne diktature ponovno se vraća u Argentinu.
Mercedes Sosa je objavila oko 45 albuma i sudjelovala je u 6 filmova. Bila je UNICEF-ov poslanik dobre volje.
Sosa je preminula 4. listopada 2009. godine.

## Vanjske poveznice
- Službene stranice: životopis
- Službene stranice: diskografija